# Gouvernorat de l'Hadramaout
Pour les articles homonymes, voir Hadramaout (homonymie).
Le gouvernorat de l’Hadramaout (en arabe : حضرموت Ḥaḍramawt) est une des subdivisions du Yémen. Sa capitale est Al Moukalla.
Le territoire de l'actuel gouvernorat de Socotra en a fait partie de 2004 à 2013 avant de former un gouvernorat propre.
Le gouvernorat englobe la majeure partie de l'Hadramaout.

## Districts

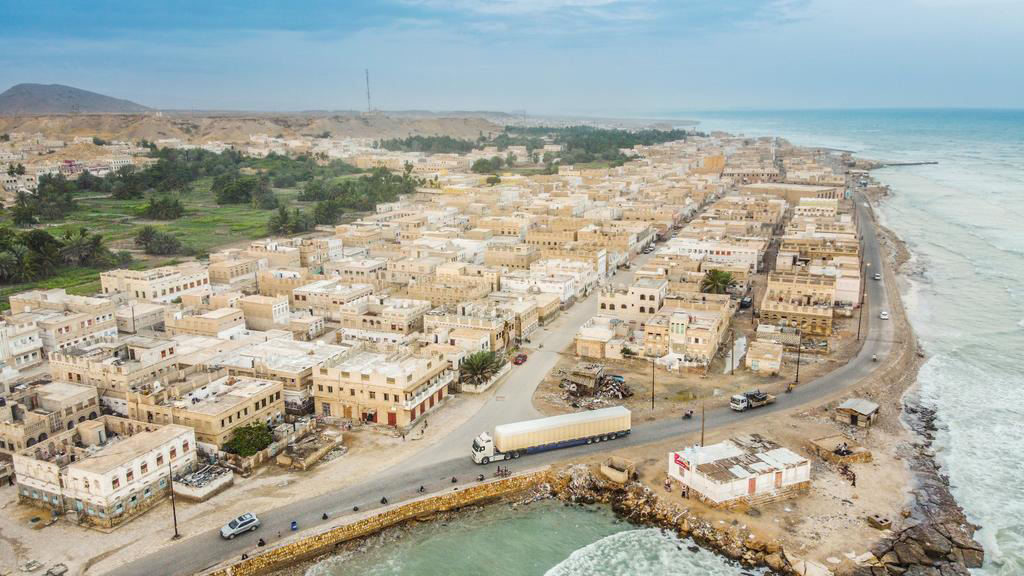
Ville côtière d’Al-Hami

- District d'Ad Dis
- District d'Adh Dhlia'ah
- District d'Al Abr
- District d'Al Moukalla
- District d'Al Moukalla-Ville
- District d'Al Qaf
- District d'Al Qatn
- District d'Amd
- District d'Ar Raydah Wa Qousayar
- District d'As Sawm
- District d'Ach Chihr
- District de Brom Mayfa
- District de Daw'an
- District de Ghayl Ba Wazir
- District de Ghayl Ben Yamine
- District de Hagr As Sai'ar
- District de Hajr
- District de Houraidhah
- District de Rakhyah
- District de Roumah
- District de Sah
- District de Sayoun
- District de Chibam
- District de Tarim
- District de Thamoud
- District de Wadi Al Ayn
- District de Yabouth
- District de Zamakh wa Manwakh